# The Eclipse of Worlds
The Eclipse of Worlds är det slovakiska power metal-bandet Within Silences tredje studioalbum, utgivet i december 2024 på Ulterium Records. Albumet gavs även ut på vinyl.
Bandet hade fått nytillskott i form av rytmgitarristen Majo Gonda samt trummisen Peter Pleva, som ersatte Peter Gacik. Albumet mixades av Matt Smith från Theocracy.
Singeln "Battle Hymn" föregick albumet med medföljande musikvideo. Ytterligare två musikvideor följde: "Divine Power" och "When Worlds Collide".

## Låtlista
1. "Land of Light" – 5:05
2. "Divine Power" – 3:27
3. "The Eclipse of Worlds" – 7:00
4. "The Treason" – 4:46
5. "Storyline" – 3:12
6. "Battle Hymn" – 5:56
7. "The Broken Thorn" – 3:22
8. "The Mist" – 5:20
9. "When Worlds Collide" – 12:18

## Medverkande
Musiker
- Martin Klein – sång
- Richard Germanus – leadgitarr
- Majo Gonda – rytmgitarr
- Viktor Varga – basgitarr
- Peter Pleva – trummor

Bidragande musiker
- Ján Čverčko – keyboard

Produktion
- Within Silence – producent
- Emil Westerdahl – exekutiv producent
- Ján Čverčko – redigering
- Matt Smith – mixning
- Jacob Hansen – mastering
- Jan Yrlund – omslagskonst